# Arctic Justice: Thunder Squad
Arctic Justice: Thunder Squad (Originaltitel: Arctic Dogs) ist ein kanadischer Animationsfilm aus dem November 2019, der von Aaron Woodley inszeniert wurde. Premiere hatte der Film am 1. November 2019.

## Handlung
Der Polarfuchs Swifty arbeitet in einem Postverteilungszentrum in der Arktis. Er möchte aber gern zu der Postzustellern versetzt werden, aber diese Stellen werden nur durch große starke Hunde besetzt. Er verschafft sich einen Zustellschlitten und will ein Paket ausliefern, um zu beweisen, dass er für diese Arbeit qualifiziert ist. So kommt er zur Festung des Schurken Otto Van Walrus und findet dort heraus, dass dieser einen Plan verfolgt, um die Polkappen zu schmelzen. Swifty und einigen seiner Freunde gelingt es in letzter Minute, dies zu verhindern.

## Produktion und Veröffentlichung
Arctic Dogs wurde von Regisseur Aaron Woodley und Assemblage Entertainment mit einem Budget von 50 Millionen Dollar in Kanada, den USA, Großbritannien und Indien produziert.
Am 1. November 2019 startete Arctic Dogs in Kanada und den USA in 2800 Kinos und spielte dabei 2,9 Millionen US-Dollar ein, gegenüber den Produktionskosten von 50 Millionen Dollar. Nach diesem Flop wurde der Film am 29. November 2019 bei mehreren Streamingdiensten bereitgestellt.

## Rezensionen
Arctic Dogs bekam in vielen Rezensionen sehr schlechte Kritiken. Die meisten bemängelten die flache Storyline und schwache Grafik. Film-Rezensionen schreibt: „Die ewig gleichen Eisflächen können kaum so viel gekostet haben, großartige Hintergründe gibt es nicht, auch die Figuren sind nichts Besonderes…“. Auf Rotten Tomatoes erreichte der Film 3,8 von 10 Punkten.

## Synchronisation
Die deutschsprachige Synchronisation fand bei der Berliner Synchron unter der Dialogregie von Benjamin Wolfgarten statt.
| Rolle           | Originalsprecher | Deutscher Sprecher     |
| --------------- | ---------------- | ---------------------- |
| Swifty          | Jeremy Renner    | Gerrit Schmidt-Foß     |
| Jade            | Heidi Klum       | Marie Bierstedt        |
| PB              | Alec Baldwin     | Sven Brieger           |
| Lemmy           | James Franco     | Kim Hasper             |
| Otto Van Walrus | John Cleese      | Gerald Schaale         |
| Magda           | Anjelica Huston  | Marianne Groß          |
| Leopold         | Omar Sy          | Sascha Rotermund       |
| Bertha          | Heidi Klum       | Jessica Walther-Gabory |
| Duke            | Michael Madsen   | Torsten Münchow        |
| Dakota          | Laurie Holden    | Christin Marquitan     |
| Dusty           | Donny Falsetti   | Peter Flechtner        |